# Harry Melling
Harry Melling (Londres, Inglaterra, 13 de marzo de 1989) es un actor británico, conocido por interpretar a Dudley Dursley en las películas de Harry Potter y a Harry Beltik en la serie Gambito de Dama.

## Carrera
Melling apareció en cinco de las películas de Harry Potter como el malcriado primo de Harry, Dudley Dursley. En 2009, Melling hizo su debut teatral del renacimiento Mother Courage and her Children en el Royal National Theatre. Apareció en un episodio de la serie de la BBC Merlín, titulado "La sombra del hechicero", interpretando a un joven brujo llamado Gilli que tiene la intención de usar la magia para ayudarlo a ganar torneo legendario en Camelot. 
En octubre de 2009, se anunció que Melling había perdido mucho peso desde su última aparición en Harry Potter y que ahora estaba "irreconocible". Su papel de Dudley Dursley en Harry Potter y las Reliquias de la Muerte Parte 1 casi tuvo que ser interpretado por un actor diferente, pero Melling usó un traje de gordo. Él comentó positivamente sobre el cambio: 
"Ahora puedo arrojar la cosa de actor infantil, como la grasa, y comenzar una nueva carrera, porque ya nadie me ve como Dudley".
En 2014 Melling hizo su debut como dramaturgo con su obra Peddling.
En 2016 apareció como invitado en el séptimo episodio de la tercera temporada de la serie The Musketeers donde dio vida a Bastien, un desertor y criminal que se hace pasar por un hombre con una discapacidad para encontrar un tesoro que ha escondido y cree que tienen un grupo de mujeres.
En 2018 apareció junto a Liam Neeson en el tercer segmento de la película La balada de Buster Scruggs como "El Artista", un joven sin extremidades quien presenta un show de oratoria ambulante junto a un impresario interpretado por Neeson. A pesar de ya poseer cierto reconocimiento gracias a su participación en Harry Potter, fue este aclamado papel el que lo puso en el ojo de varios directores como Scott Cooper, Scott Frank o Antonio Campos
En 2020 formó parte del elenco principal de Gambito de Dama, la miniserie de Netflix, donde interpretó a Harry Beltik, un ajedrecista con reconocimiento regional que logra entablar un vínculo de profunda amistad con la protagonista, Elizabeth Harmon. 
En 2022 participó en la película Los crímenes de la academia junto a Christian Bale, donde este último, junto al director de la película Scott Cooper, fue quién eligió a Melling para interpretar a Edgar Allan Poe. En palabras de Bale: 
Dio en el clavo, estaba consiguiendo algo. Pude ver que estaba logrando algo de su actuación en la audición, el cual es el peor momento para hacer algo interesante cuando actúas. Siempre he sido pésimo en las audiciones, no tengo ni idea de porque me han contratado en nada. Pero lo vi, estaba hipnotizando. Después de eso solo pude verlo como Poe, y Scott estuvo de acuerdo. Es muy bueno.

## Vida personal
Melling es el nieto de Patrick Troughton, más conocido como el segundo doctor en la serie de ciencia ficción Doctor Who. Es el sobrino de David Troughton y Michael Troughton, y primo de Jim Troughton y Sam Troughton. 

## Filmografía

### Cine
| Año  | Título                                             | Rol             |
| ---- | -------------------------------------------------- | --------------- |
| 2001 | Harry Potter y la piedra filosofal                 | Dudley Dursley  |
| 2002 | Harry Potter y la cámara secreta                   | Dudley Dursley  |
| 2004 | Harry Potter y el prisionero de Azkaban            | Dudley Dursley  |
| 2007 | Harry Potter y la Orden del Fénix                  | Dudley Dursley  |
| 2010 | Harry Potter y las Reliquias de la Muerte: parte 1 | Dudley Dursley  |
| 2017 | La ciudad perdida de Z                             | William Barclay |
| 2018 | La balada de Buster Scruggs                        | Harrison        |
| 2020 | La vieja guardia                                   | Steven Merrick  |
| 2020 | El diablo a todas horas                            | Roy Laferty     |
| 2021 | La Tragedia de Macbeth                             | Malcolm         |
| 2022 | Please Baby Please                                 | Arthur          |
| 2022 | Los crímenes de la academia                        | Edgar Allan Poe |
| 2023 | Shoshana                                           | Geoffrey Morton |
| 2024 | Harvest                                            | Kent            |
|      | Pillion                                            | Collin          |

### Televisión
| Año  | Título                              | Rol                | Notas                             |
| ---- | ----------------------------------- | ------------------ | --------------------------------- |
| 2005 | Friends and Cocrodiles              | Joven Oliver       |                                   |
| 2010 | Merlín                              | Gilli              | Episodio: "The Sorcerer's Shadow" |
| 2004 | Just William                        | Robert             |                                   |
| 2011 | Garrow's Law                        | George Pinnock     | Temporada 3                       |
| 2016 | The Musketeers                      | Bastien            | Episodio: "Fool's Gold"           |
| 2019 | La Materia Oscura                   |                    |                                   |
| 2020 | Gambito de dama                     | Harry Beltik       | Miniserie                         |
| 2024 | Wolf Hall: The Mirror and the Light | Thomas Wriothesley |                                   |

### Teatro
| Año  | Título                                 | Rol                                                                         | Teatro                                                                              |
| ---- | -------------------------------------- | --------------------------------------------------------------------------- | ----------------------------------------------------------------------------------- |
| 2009 | Madre Coraje y sus hijos               | Queso Suizo                                                                 | Royal National Theatre                                                              |
| 2010 | Bedroom, Dens and Other Forms of Magic |                                                                             | Theatre503                                                                          |
| 2010 | Women Beware Women                     | Joven Pupilo (Young Ward)                                                   | Royal National Theatre                                                              |
| 2011 | The School for Scandal                 | Sir Benjamin Backbite                                                       | Barbican Centre                                                                     |
| 2011 | When Did You Last See My Mother?       | Ian                                                                         | Estudios Trafalgar                                                                  |
| 2012 | I Am a Camera                          | Christopher Isherwood                                                       | Southwark Playhouse                                                                 |
| 2013 | Smack Family Robinson                  | Sean Robinson                                                               | Rose Theatre, Kingston                                                              |
| 2013 | The Hothouse                           | Lamb                                                                        | Estudios Trafalgar                                                                  |
| 2013 | El rey Lear                            | Tonto                                                                       | Minerva Theatre, Chichester                                                         |
| 2014 | El rey Lear                            | Tonto                                                                       | Academia de Música de Brooklyn                                                      |
| 2014 | Peddling                               | Muchacho (Boy)                                                              | HighTide Festival                                                                   |
| 2014 | The Angry Brigade                      | Morris Comandante (Commander) Profeta (Prophet) Soplón (Snitch) Manager Jim | Theatre Royal, Plymouth Oxford Playhouse Warwick Arts Centre Watford Palace Theatre |
| 2016 | Hand to God                            | Jason/Tyrone                                                                | Vaudeville Theatre, London                                                          |
| 2016 | El rey Lear                            | Edgar                                                                       | The Old Vic                                                                         |
| 2017 | Jam                                    | Kane                                                                        | Finborough Theatre                                                                  |